# 転法輪寺 (御所市)
転法輪寺（てんぽうりんじ）は奈良県御所市高天にある真言宗醍醐派の大本山の寺院。葛城修験道の根本道場でもある。寺紋は三つ紅葉。

## 由来
修験道の開祖とされる役小角が16歳のとき金剛山に登って苦修練行を重ねた結果、天智天皇4年（665年）祖神一言主大神を鎮守とし、法起大菩薩を祀る金剛山寺（転法輪寺）を建立して神仏習合の霊山としたのが開創と伝承される。奈良時代より明治維新に至るまで修験道七高山の1つに数えられ、歴代天皇の勅願所として五堂七宇の殿堂輪煥の美を誇った。
行基、鑑真、最澄も来山し、聖宝も修行したと記録される。
鎌倉時代の末、楠木正成がわずか5百の兵で金剛山中腹に築いた山城（やまじろ）の千早城に戦陣を張って、鎌倉幕府が派遣した総勢5万といわれた関東の軍勢を寄せ付けなかったのは、金剛山寺（転法輪寺）の修験勢力の支援が大きかったと伝わる。

## 神仏分離・廃仏毀釈
明治元年の神仏判然令（神仏分離）によって一言主大神を祭神とする葛木神社のみが残されて、廃仏毀釈によって金剛山寺（転法輪寺）は廃寺となった。

## 昭和の再興
地元の金剛山講によって転法輪寺の復興が強力に要望され、日本国憲法による信仰の自由、神社庁を初め宗教学識経験者やマスコミ等の各界の意見を総合し、昭和25年（1950年）役行者1250年御遠忌を契機として金剛山古来の伝統、神仏混淆の旧態に復して、真言宗醍醐派に属する葛城修験道大本山として転法輪寺が再興された。金剛山講の協力を得て本堂は昭和36年（1961年）に落慶し再建された。
アクセス
以前は金剛山ロープウェイを利用する方法もあったが、休止した2019年3月以降は登山して訪問する方法のみになった。南海バスおよび千早赤阪村バスの金剛登山口バス停からの「千早本道ルート」が最も一般的なルートであるが、他にも多くのルートが有る。